# Neoprocolophon
Neoprocolophon is een geslacht van uitgestorven procolophonide parareptielen, bekend van de enige soort Neoprocolophon asiaticus van de Ermayingformatie uit het Midden-Trias van China. Het werd in 1957 benoemd door de Chinese paleontoloog Yang Zhongjian (in het Westen bekend als C.C. Young).
De geslachtsnaam betekent 'nieuwe Procolophon'. De soortaanduiding verwijst naar de herkomst uit Azië.
Het holotype is IVPP V 86, gevonden bij Yinjiao in Shaanxi. Het bestaat uit een fragmentarische schedel.